# Taraful lui Bârcă
Taraful lui Bârcă a fost unul dintre cele mai celebre tarafuri românești de muzică populară și lăutărească din Banat.

## Istoric
A fost înființat de Alexa Cocoș Bârcă (n. 1857 - d. 1912, Ciclova Montană) si de către frații săi Carol și Iosif, în 1880. A cântat în toate localitățile importante din Banat.

În 1905 casa Pathé Frères din Paris a imprimat 9 discuri cuprinzând 20 dintre cântecele tarafului.

În 1906 taraful a participat, alături de cele mai cunoscute coruri bănățene, la sărbătoarea națională de la București, prilejuită de jubileul a 40 de ani de domnie ai lui Carol I. Acolo a obținut premiul I și medalia jubiliară.

A urmat un lung șir de manifestări în Europa, la Budapesta, Viena, Frankfurt am Main, Düsseldorf, Zürich, Berna. În 1909 a ajuns în Rusia, la Petrograd și la Moscova, unde a cântat în fața țarului Nicolae al II-lea.

## Din repertoriul tarafului lui Bârcă
- Doina din Ciclova
- De doi
- Măzăriche
- Doina Drincionilor
- Pe loc
- Hora Dunăreanca
- Ș-o mândr-am avut
- Pe picior
- Joc
- Din Arad pân la Șimand
- Hora orăvițenilor
- De pe coastă
- Prisacă, prisacă
- Doină
- Horă
- Doina lui Cigăreanu
- Țarina
- Hora și păcurariu